# Angam Day
Angam Day est le nom d'un jour férié célébré chaque 26 octobre dans la République de Nauru. Il célèbre la date où l'île a atteint pour la première fois depuis sa colonisation une population de 1 500 habitants. Angam est un terme nauruan signifiant « jubilé », « commémoration », « avoir triomphé de toutes les difficultés », « avoir atteint un but commun » ou encore « retour chez soi ».

## Origine

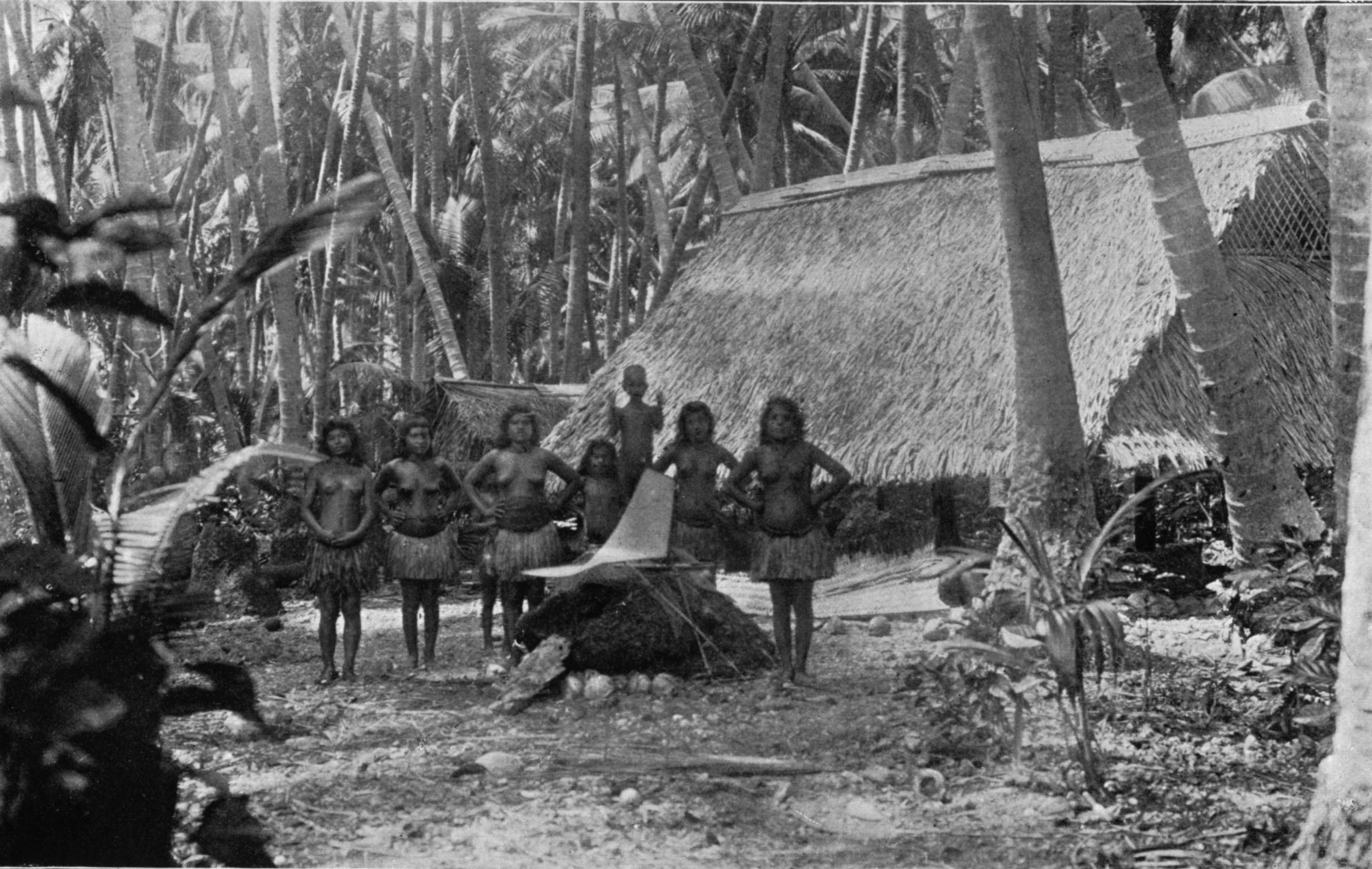
Nauruans à Arenibek, 1896.

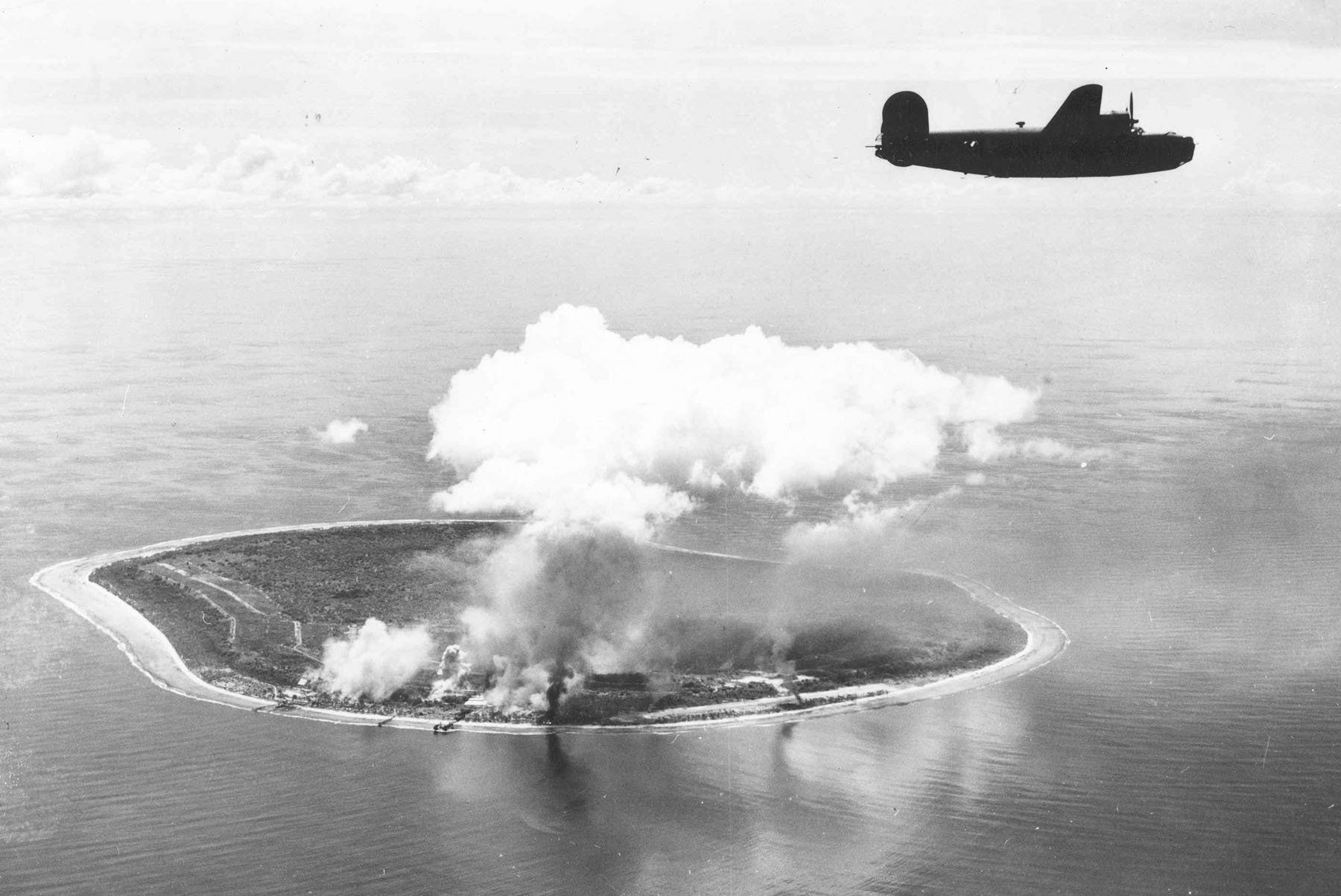
1943

Après la Première Guerre mondiale, la colonie de Nauru est confisquée aux Allemands par les Alliés et confiée à l'Australie en vertu du traité de Versailles. L'île sort alors d'une épidémie d'influenza qui a réduit de manière dramatique sa population. Le général australien Griffith, nommé administrateur en 1919, procède alors à un recensement et dénombre 1 068 Nauruans. Ce faible nombre d'habitants menaçant la survie de l'ethnie des Nauruans, il fait alors un constat alarmant auprès des chefs locaux sur la démographie de la population : si le seuil de 1 500 habitants n'est pas dépassé, la population risque de ne pas être renouvelée. Pour retrouver une dynamique de croissance, l'administrateur promet que le jour où la population atteindra cet objectif, la date sera fériée et fêtée chaque année. De plus, le bébé qui sera le 1 500e Nauruan, l'Angam Baby, recevra des présents et les honneurs de toute l'île.
Il faudra attendre le 26 octobre 1932 pour voir la naissance de l’Angam Baby. Il est difficile de définir précisément quel est l'heureux élu car plusieurs enfants sont nés à cette même date. On l'attribue toutefois à une fillette nommée Eidegenegen Eidagaruwo. Durant toute son enfance, les Nauruans comblent de présents sa famille, lui apportant fruits et poissons et offrent à la fillette vêtements et rubans.
Cependant, durant l'occupation japonaise de l'île au cours de la Seconde Guerre mondiale, près de 1 200 Nauruans sont déportés vers les îles Truk dont seulement 737 reviennent après la fin du conflit. Eidegenegen Eidagaruwo fait partie du premier convoi parti le 29 juin 1943. Elle sera l'une des victimes de la malnutrition et des épidémies. On compte également plus de 200 morts parmi les personnes restées à Nauru. Le nombre de Nauruans repasse ainsi en dessous de la barre des 1 500 individus, tombant de 1 848 habitants en 1940 à 1 369 habitants en 1946. Une nouvelle course à l'Angam Baby est alors lancée.
Le 31 mars 1949, Bethel Enproe Adam, le second Angam Baby, naît à Boe. La date symbolique du 26 octobre fut néanmoins conservée comme date de l'Angam Day qui est encore célébré par les Nauruans.